# Хант, Лерой
Генерал Лерой Филип Хант (англ. LeRoy Philip Hunt; 17 марта 1892 — 8 февраля 1968) — военнослужащий ВС США, генерал корпуса морской пехоты США, который командовал 2-й дивизией корпуса морской пехоты в конце Второй мировой войны.

## Биография
Хант родился в 1892 году в Ньюарке, Нью-Джерси, и был выпускником Калифорнийского университета. Ему был присвоен чин второго лейтенанта в 1917 году, и он служил с большим отличием в рядах 5-го полка морской пехоты во время Первой мировой войны, получив Военно-морской крест и крест «За выдающиеся заслуги» за неоднократные акты героизма. Послевоенные задания у него были разнообразны, начиная от обязанностей командира отряда по защите Западной почтовой службы, и работа в службе колонизации на Аляске.
После короткой поездки в Исландию, он получил в командование 5-й полк морской пехоты, которым он командовал во время ранней стадий сражения за Гуадалканал. Как помощник командира 2-й дивизии морской пехоты, участвовал в операциях по зачистке на Сайпане и Тиниане, и в Окинавской кампании. Возглавив 2-ю дивизию, участвовал в оккупации Японии, и затем командовалал I армейским корпусом. Вернувшись в Соединённые Штаты, Хант приступил к исполнению своих обязанностей как командующий Сил Флота и Морской пехоты в Атлантике
Умер в 1968 году.

## Награды
| Бронзовый пучок дубовых листьев · Бронзовый пучок дубовых листьев | |                                                                               |                                                                                      |
| Бронзовый пучок дубовых листьев                                   | | Бронзовый пучок дубовых листьев                                               | Бронзовая звезда за службу                                                           |
|                                                                   | Бронзовая звезда за службу · Бронзовая звезда за службу · Бронзовая звезда за службу · Бронзовая звезда за службу · Бронзовая звезда за службу |                                                                               |                                                                                      |
|                                                                   | Бронзовая звезда за службу |                                                                               | Бронзовая звезда за службу · Бронзовая звезда за службу · Бронзовая звезда за службу |
|                                                                   | | Золотая звезда повторного награждения · Золотая звезда повторного награждения |                                                                                      |

| 1-й ряд | Военно-морской крест                         | Военно-морской крест                         | Военно-морской крест                         | Военно-морской крест | Крест «За выдающиеся заслуги»                                                                                             | Крест «За выдающиеся заслуги»                                                                                             | Крест «За выдающиеся заслуги»                                  | Крест «За выдающиеся заслуги»                                  | Серебряная звезда с 2 дубовыми листьями                        | Серебряная звезда с 2 дубовыми листьями                            | Серебряная звезда с 2 дубовыми листьями                            | Серебряная звезда с 2 дубовыми листьями                            | Французский Аксельбант |
| 2-й ряд | Орден «Легион почёта» с 1 дубовым листом     | Орден «Легион почёта» с 1 дубовым листом     | Орден «Легион почёта» с 1 дубовым листом     | Бронзовая звезда | Бронзовая звезда | Бронзовая звезда | Пурпурное сердце с 1 дубовым листом                            | Пурпурное сердце с 1 дубовым листом                            | Пурпурное сердце с 1 дубовым листом                            | Благодарность Президента воинской части с 1 звездой за службу      | Благодарность Президента воинской части с 1 звездой за службу      | Благодарность Президента воинской части с 1 звездой за службу      | Французский Аксельбант |
| 3-й ряд | Экспедиционная медаль корпуса морской пехоты | Экспедиционная медаль корпуса морской пехоты | Экспедиционная медаль корпуса морской пехоты | Победная медаль за Первую мировую войну с Aisne, St. Mihiel, Aisne-Marne, Meuse-Argonne и the Defensive Sector застёжками | Победная медаль за Первую мировую войну с Aisne, St. Mihiel, Aisne-Marne, Meuse-Argonne и the Defensive Sector застёжками | Победная медаль за Первую мировую войну с Aisne, St. Mihiel, Aisne-Marne, Meuse-Argonne и the Defensive Sector застёжками | Медаль Оккупационной армии в Германии                          | Медаль Оккупационной армии в Германии                          | Медаль Оккупационной армии в Германии                          | Медаль за Никарагуанскую кампанию (1933)                           | Медаль за Никарагуанскую кампанию (1933)                           | Медаль за Никарагуанскую кампанию (1933)                           | Французский Аксельбант |
| 4-й ряд | Медаль Янцзы                                 | Медаль Янцзы                                 | Медаль Янцзы                                 | Памятная медаль за «Американскую оборону»                                                                                 | Памятная медаль за «Американскую оборону»                                                                                 | Памятная медаль за «Американскую оборону»                                                                                 | Медаль «За Американскую кампанию»                              | Медаль «За Американскую кампанию»                              | Медаль «За Американскую кампанию»                              | Медаль «За Азиатско-тихоокеанскую кампанию» с 3 звёздами за службу | Медаль «За Азиатско-тихоокеанскую кампанию» с 3 звёздами за службу | Медаль «За Азиатско-тихоокеанскую кампанию» с 3 звёздами за службу | Французский Аксельбант |
| 5-й ряд | Медаль Победы во Второй мировой войне        | Медаль Победы во Второй мировой войне        | Медаль Победы во Второй мировой войне        | Navy Occupation Service Medal                                                                                             | Navy Occupation Service Medal                                                                                             | Navy Occupation Service Medal                                                                                             | Croix de guerre 1914-1918 с 2 позолоченными звёздами и пальмой | Croix de guerre 1914-1918 с 2 позолоченными звёздами и пальмой | Croix de guerre 1914-1918 с 2 позолоченными звёздами и пальмой | Никарагуанская медаль почёта и диплом                              | Никарагуанская медаль почёта и диплом                              | Никарагуанская медаль почёта и диплом                              | Французский Аксельбант |